# Prva marokanska kriza
Prva marokanska kriza, također poznata i kao Tangerska kriza, bio je sukob velikih sila između 1905. i 1906. o protektoratu nad Marokom, između Francuske i Njemačke.

## Povijest
Vilim II. se nije slagao s francuskom "mirnom penetracijom" Maroka, koje su Francuskoj omogućile Velika Britanija i Španjolska putem tzv. Srdačne antante 1904. godine. Njemačka je to vidjela kao udarac njenim interesima i preduzela je diplomatske akcije želeći osporiti utjecaj Francuske u Maroku, pa je njemačka vlada tražila pan-europsku konferenciju. 
Vilim II. je neočekivano posjetio sultana u Tangeru, održavši govor 31. ožujka 1905., i podržavši ideju o samostalnosti Maroka uputivši prijeteće tonove francuskom ministru. Ova afera je podigla tenzije, i francuski ministar vanjskih poslova Théophile Delcassé želio se oštro oduprijeti politici Njemačke, ali pošto francuska vlada nije željela rat i pošto im vojska nije bila spremna za rat Delcassé je bio prisiljen dati ostavku. Velike sile su pokušale riješiti krizu na mirovnoj konferenciji.
Tijekom Konferencije u Algecirasu 1906., na kojoj se raspravljalo o marokanskom pitanju, Njemačku je podržala samo Austro-Ugarska, "jedini njemački prijatelj", i pošto niti ni njemački kajzer Vilhelm II. niti Bernhard von Bülow nisu željeli rat, Njemačka je pretrpjela diplomatski poraz. Iako je dogovorena "politika otvorenih vrata" za sve narode Maroka, to nije umanjilo francuski utjecaj u Maroku. Sile Antante djelovale su u korist Francuske. Dolazi do izolacije Njemačke.